# Rush (serie de televisión de 2014)
Rush es una serie de televisión estadounidense de drama médico creada por Jonathan Levine y escrita por Levine, Gina Matthews y Grant Scharbo. Fue estrenada en USA Network el 17 de julio de 2014. El 2 de octubre de 2014, USA Network canceló Rush.

## Producción
La serie proviene de Fox 21 y fue escrita y dirigida por Jonathan Levine, con Gina Matthews y Gretta Scharbo. Adam Fierro fue el productor ejecutivo. Rush fue filmada en Vancouver British Columbia, Canadá.

## Recepción
Rush recibió una calificación de 44 sobre 100 en Metacritic basado en 14 críticas mixtas. En Rotten Tomatoes actualmente reporta un puntaje de 39% con una audiencia media de 4.1/10 basado en 18 comentarios, llegando a la siguiente conclusión: "Una competente pero blando drama médico, Rush falla en añadir nada nuevo con un concepto ya familiar".

## Episodios
| N.º | Título                  | Dirigido por    | Escrito por                    | Fecha de emisión original | Código de prod. | Audiencia (millones) |
| --- | ----------------------- | --------------- | ------------------------------ | ------------------------- | --------------- | -------------------- |
| 1   | «Pilot»                 | Jonathan Levine | Jonathan Levine                | 17 de julio de 2014       | 1WAW79          | 1.70                 |
| 2   | «Don't Ask Me Why»      | Deran Sarafian  | Jonathan Levine & Craig Wright | 24 de julio de 2014       | 1WAW01          | 1.64                 |
| 3   | «Learning To Fly»       | Alex Zakrzewski | Adam E. Fierro                 | 31 de julio de 2014       | 1WAW02          | 1.79                 |
| 4   | «We Are Family»         | Bill Johnson    | Matt Pyken                     | 7 de agosto de 2014       | 1WAW03          | 1.83                 |
| 5   | «Where Is My Mind?»     | David Barrett   | Michael Rochford               | 14 de agosto de 2014      | 1WAW04          | 1.55                 |
| 6   | «You Spin Me Round»     | David Straiton  | Lisa Randolph                  | 21 de agosto de 2014      | 1WAW05          | 1.60                 |
| 7   | «Because I Got High»    | Paul A. Edwards | Jason George                   | 28 de agosto de 2014      | 1WAW06          | 1.49                 |
| 8   | «Get Lucky»             | Elodie Keene    | Kathryn Borel                  | 4 de septiembre de 2014   | 1WAW07          | 1.43                 |
| 9   | «Dirty editorial»       | Allan Kroeker   | Adam Fierro & Matt Pyken       | 11 de septiembre de 2014  | 1WAW08          | 1.87                 |
| 10  | «Bitter Sweet Symphony» | Deran Sarafian  | Adam Fierro & Matt Pyken       | 18 de septiembre de 2014  | 1WAW10          | 1.63                 |